# Processador de alimentos

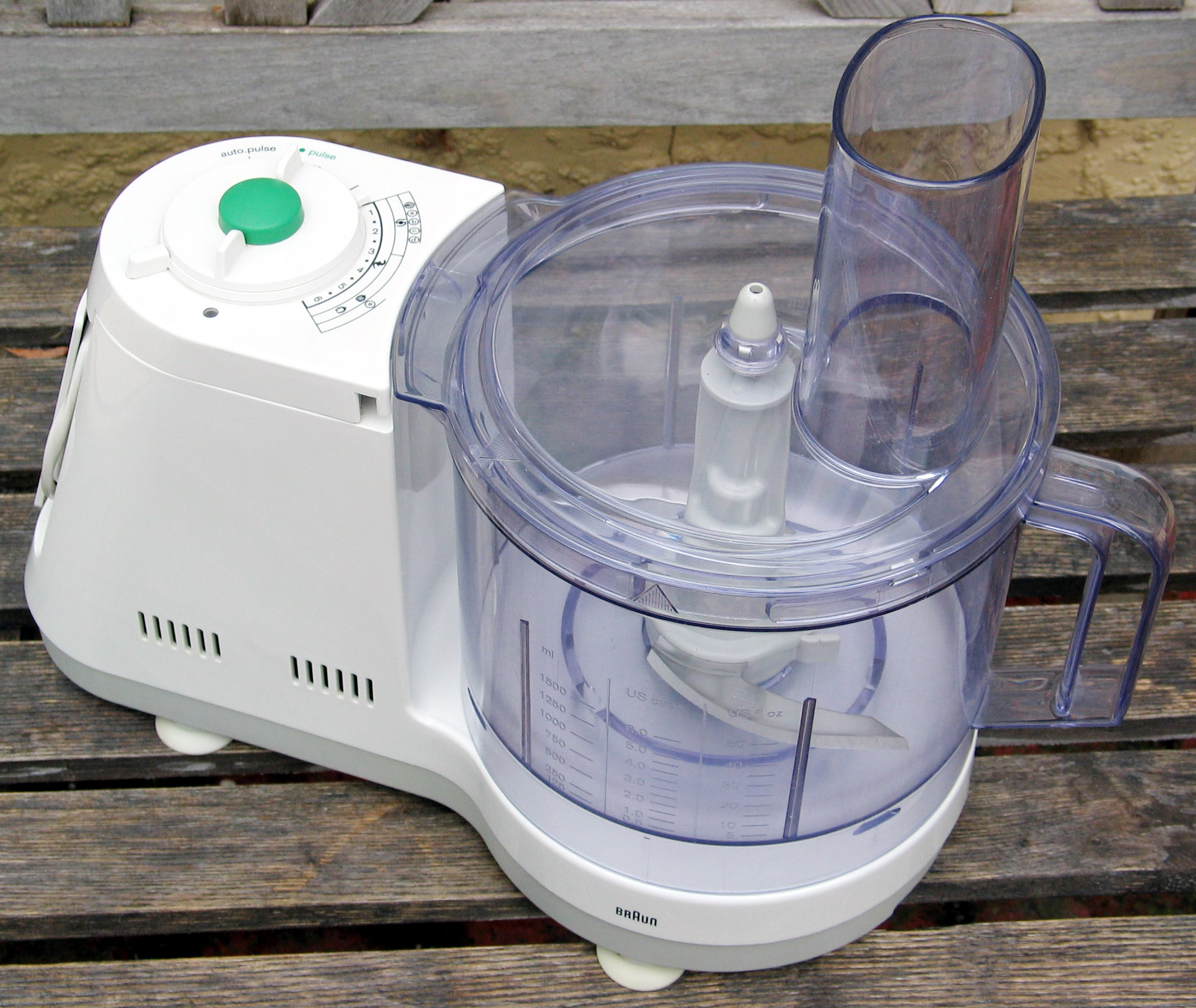
Multiprocessador de alimentos elétrico.

Multiprocessador de alimentos é um utensílio culinário que processa os alimentos, facilitando as tarefas repetitivas no seu preparo. O termo em geral se refere a um aparelho movido a motor elétrico, embora existam alguns processadores manuais.
Os processadores de alimentos são semelhantes aos liquidificadores, mas normalmente requerem pouco ou nenhum líquido durante o uso, ao contrário de um liquidificador, que requer uma certa quantidade de líquido para que a lâmina misture os alimentos adequadamente. Os processadores de alimentos são usados para misturar, picar, cortar e fatiar, permitindo uma preparação mais rápida das refeições.

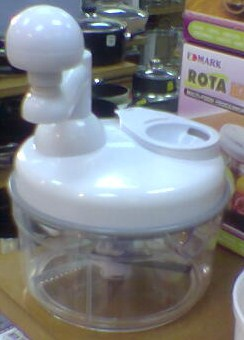
Multiprocessador de alimentos manual.

O processador de alimentos foi introduzido no mercado norte-americano em 1973 pelo engenheiro Carl Sontheimer [en], que passou um ano adaptando um liquidificador industrial francês. Demorou alguns tempo para que os consumidores percebessem como o novo eletrodoméstico poderia ser útil, até tornar-se um sucesso de vendas. A invenção de Sontheimer revolucionou a preparação de alimentos em todo o mundo.